# X사건 미녀탐정
X사건 미녀탐정(일본어: 幽幻怪社 유환괴사[*])는 1994년에 매드하우스와 파이오니아 LDC가 제작한 OVA 애니메이션이다.

## 인물
- 키사라기 아야카(한국명: 고아라, 성우: 마츠모토 리카 / 윤소라)
- 시메스 마모루(한국명: 한누리, 성우: 이쿠라 카즈에 / 양정화)
- 스이메
- 카리노 코죠(한국명: 장민식, 성우: 야마데라 고이치 / 장정진)
- 롯콘(한국명: 상도, 성우: 정승욱)
- 로쿠고 나나미(한국명: 유미, 성우: 미츠이시 코토노, 이지영)